# Montardo
Montardo – szczyt w Pirenejach. Leży w Hiszpanią, w prowincji Lleida, przy granicy z Francją. Należy do Pirenejów Wschodnich.